# Майан
Майан или Майянн (фр. Maillane) — коммуна на юго-востоке Франции в регионе Прованс — Альпы — Лазурный Берег, департамент Буш-дю-Рон, округ Арль, кантон Шаторенар.
Площадь коммуны — 16,77 км², население — 2092 человека (2006) с тенденцией к росту: 2437 человек (2012), плотность населения — 145,3 чел/км².

## Население
Население коммуны в 2011 году составляло 2408 человек, а в 2012 году — 2437 человек.
| 1962 | 1968 | 1975 | 1982 | 1990 | 1999 | 2004 | 2006 | 2009 | 2011 | 2012 |
| ---- | ---- | ---- | ---- | ---- | ---- | ---- | ---- | ---- | ---- | ---- |
| 1354 | 1472 | 1430 | 1571 | 1664 | 1884 | 2013 | 2092 | 2283 | 2408 | 2437 |

Динамика населения:

## Экономика
В 2010 году из 1492 человек трудоспособного возраста (от 15 до 64 лет) 1155 были экономически активными, 337 — неактивными (показатель активности 77,4 %, в 1999 году — 72,7 %). Из 1155 активных трудоспособных жителей работали 1037 человек (552 мужчины и 485 женщин), 118 числились безработными (44 мужчины и 74 женщины). Среди 337 трудоспособных неактивных граждан 91 были учениками либо студентами, 130 — пенсионерами, а ещё 116 — были неактивны в силу других причин.
На протяжении 2010 года в коммуне числилось 966 облагаемых налогом домохозяйств, в которых проживало 2473,5 человека. При этом медиана доходов составила 17 тысяч 755 евро на одного налогоплательщика.